# Vencer el desamor
Vencer el Desamor (no Brasil: Vencer o Desamor) é uma telenovela mexicana produzida por Rosy Ocampo para a Televisa, exibida pelo Las Estrellas entre 12 de outubro de 2020 a 19 de fevereiro de 2021. Trata-se de uma continuação da telenovela Vencer el Miedo, pertencente à franquia "Vencer", que também inclui Vencer el Pasado, Vencer la Ausencia e Vencer la Culpa. Originalmente, foi programada para estrear às 18h30, substituindo a terceira temporada da série unitária Esta Historia Me Suena. No entanto, foi promovida para o horário das 20h30, que até então era ocupado por La Mexicana y el Güero, rebaixada para o horário das 18h30 devido aos seus insatisfatórios índices de audiência. A novela foi substituída por "¿Qué le pasa a mi familia?".
É protagonizada por Claudia Álvarez, David Zepeda, Daniela Romo, Emmanuel Palomares, Julia Urbini e Valentina Buzzurro, junto com Altair Jarabo, Juan Diego Covarrubias, Alfredo Gatica, Isabella Camil, Leonardo Daniel — que depois foi substituído por Marco Treviño — nos papéis antagônicos. Acompanhados por Joshua Gutiérrez, Alejandra García, Lourdes Reyes, Christian de la Campa, José Elías Moreno, Beatriz Moreno e Carlos Bonavides.

## Produção
A novela foi anunciada no evento NAPTE 2020 com o título provisório El ya no vive aquí. Em fevereiro de 2020, foi anunciado que a produção faria parte da franquia "Vencer". O elenco foi anunciado oficialmente em 14 de março de 2020. As filmagens estavam programadas para começar em abril de 2020 e a novela estrearia em 13 de julho de 2020. No entanto, em 30 de março de 2020, a Televisa anunciou que havia suspendido filmagem de suas novelas. A produção começou oficialmente em 30 de junho de 2020 e foi concluída em 16 de dezembro de 2020.

## Transmissão

### No México
Foi reprisada pelo TLNovelas entre 9 de março a 16 de maio de 2023, substituindo Vencer el Miedo e sendo substituída por Vencer el Pasado, às 08h10, com reprise às 17h40.
Nos Estados Unidos
Foi exibida pela Univisión de 9 de novembro de 2020 a 30 de março de 2021, às 8 PM/7C, em 93 capítulos. Substituiu Médicos, Línea de Vida e foi substituída por Diseñando Tu Amor.

### No Brasil
Foi exibida pelo SBT de 3 de outubro de 2022 a 15 de fevereiro de 2023, em 97 capítulos, substituindo A Desalmada e sendo substituída por Três Vezes Ana, no horário das 18h30. A novela não foi exibida no dia 14 de fevereiro de 2023, em razão da transmissão do jogo de ida das oitavas de final entre PSG e Bayern pela Liga dos Campeões da UEFA. Sendo assim, seu último capítulo foi ao ar no dia seguinte (15), a exemplo do que ocorreu com a reprise de Amanhã é Para Sempre e com a inédita Amores Verdadeiros.

### Na África
Foi exibida pelo canal TLNovelas de 31 de outubro de 2022 a 5 de março de 2023, tanto em inglês quanto em português. A dublagem em português foi realizada pela BKS em São Paulo. Substituiu A Mal Amada e foi substituída por Sem Seu Olhar.

## Enredo
Quatro mulheres com idades e pensamentos diferentes, são obrigadas a conviver abaixo do mesmo teto. E todas com o mesmo problema, sofrem pela ausência de seus companheiros.
Bárbara Albarrán (Daniela Romo) é a esposa de Joaquín Falcón (José Elías Moreno), um respeitável advogado com o qual ela teve três filhos: Álvaro (David Zepeda), Eduardo (Juan Diego Covarrubias) e Gael (Emmanuel Palomares). Seu sonho de vida é viajar pelo mundo com seu esposo, mas seu plano é frustrado quando Joaquín morre de um infarto dentro de seu escritório, gerando um mistério quando Calixto Bojórquez (Tizoc Arroyo) vai atrás de Bárbara, fingindo ser um corretor de imóveis para entrar em sua casa, tentando encontrar algo que Joaquín escondeu em seu escritório. Bárbara pensa que ele está querendo vingança pelo seu maior segredo com Joaquín: depois de perder um bebê ao nascer, Bárbara e Joaquín adotaram Gael, fazendo ela acreditar que Calixto seja seu verdadeiro pai. Mas Bárbara, ao saber mais ao fundo da origem de Gael, conhece Guadalupe Guajardo (Ariane Pellicer), a mulher de um dos casos de seu falecido esposo, sendo ela a verdadeira mãe de Gael. Da mesma forma que foi confundido por Calixto, Gael é confundido por Doña Efi (Beatriz Moreno) e o padre Antero (Carlos Bonavides) com Rommel Guajardo (Emmanuel Palomares), um jovem idêntico a ele. Gael conhece a história de vida de Rommel e Guadalupe, assim começando a suspeitar que sua mãe tem estado ocultando algo dele. Decidindo investigar mais ao fundo quem é Rommel, vai pela segunda vez no Peñón de la Esperanza, mas é agredido por uma quadrilha dos Peñones, por ser confundido pelo Rommel, menos por Liendre, um velho amigo de Rommel, que ajuda Gael levando ele para conhecê-lo. Gael, arrasado e não se sentindo um Falcón, confronta Bárbara e se revolta com ela. Gael começa a visitar seu irmão gêmeo na prisão, sem imaginar que Rommel o manipularia para continuar fazendo negócios ilícitos, fazendo assim, Gael ser preso. Assim que Gael consegue sua liberdade, Rommel o dopa e troca de lugar com ele. Gael consegue esclarecer a situação com a ajuda de Lupe, e indo atrás de Rommel, que morre salvando Gael. Depois de se reconciliar com Gael, Bárbara irá reconhecer o amor com Lino Ferrer (Leonardo Daniel / Marco Treviño), um aluno das aulas de inglês de Dafne, que tem muitas coisas em comum com Bárbara como o sonho de viajar pelo mundo.
Ariadna López (Claudia Álvarez), é a nora de Bárbara com quem ela não se dá bem, devido a elas pensarem diferente sobre a criação de Tadeo (Iker García) filho de Ariadna. Ela era namorada de Eduardo, e nunca se casaram, mesmo tendo um filho juntos. Tadeo, é um menino com Síndrome de Asperger e precisa de atenção especial. Eduardo tenta fazer o seu melhor para cuidar de Tadeo, mas nunca é suficiente, e após perder seu emprego de contador por uma fraude que ele fez, vai viver na casa de sua mãe com Ariadna e Tadeo. Eduardo por precisar pagar uma grande quantia em dinheiro pela fraude, pede ajuda a Bárbara que hipoteca sua casa, deixando ela e Ariadna com uma dívida. Eduardo, não suportando mais Ariadna e Tadeo, decide abandonar ela e se casar com Linda Brown (Issabela Camil), uma empresária norte-americana com a qual se muda para Los Ángeles. Por causa disso, Ariadna decide voltar a trabalhar como jornalista no jornal "La voz del pueblo", onde começa a fazer reportagens sobre casos de abusos sexuais e sobre violência de gênero. Eduardo começa a ter problemas com Linda e Ariadna o denuncia por abandono de lar, e nem imagina que Ariadna reencontrou o amor com seu cunhado Álvaro, irmão de Eduardo que saiu de um divórcio conturbado com Olga (Altair Jarabo) após saber de uma traição dela, devido a problemas para engravidarem. Álvaro se dá muito bem com Tadeo, conseguindo entender o transtorno dele com perfeição, fazendo Ariadna e ele se apoiarem ainda mais.
Dafne Falcón Miranda (Julia Urbini), é filha de uma relação de Joaquín Falcón com Josefina Miranda (Lourdes Reyes). Bárbara descobre que Joaquín teve uma filha com Josefina, quando no seu testamento ele incluiu Dafne, fazendo ela herdeira de Joaquín. Dafne é uma mãe muito jovem, teve dois filhos com seu esposo Néstor (Joshua Gutiérrez): Clarita y Santiago. Dafne após dar a luz a Santiago, perde o esposo num acidente trágico. Sem dinheiro para pagar o aluguel de onde morava, e por ter problemas com seu padrasto, Dafne se muda para a casa de seus meios irmãos, exigindo a parte que a corresponde no testamento de Joaquín. Chegando na casa dos Falcón, Dafne conhece Gael, por quem acaba se apaixonando, mesmo sendo uma relação proibida por ele supostamente ser seu meio irmão. Gael além de se apaixonar por Dafne, se encanta com os filhos dela, mudando sua visão de compromissos. Essa relação, tratá mais problemas entre Dafne e Bárbara, que já não se davam bem. Para conseguir seguir adiante, Dafne começa a dar aulas de inglês na casa dos Falcón, sendo Lino Ferrer um de seus alunos.
Gemma Corona (Valentina Buzzurro) é filha de Levita Albarrán (Claudia Ríos), meia irmã de Bárbara que a odeia por ser fruto da infidelidade do seu pai. Gemma chega a casa dos Falcón para substituir a vaga de empregada de Cuquita (Evangelina Martínez) sem que Bárbara saiba que ela é sua sobrinha e fugindo de Cuauhtémoc Vargas (Gustavo) (Alfredo Gatica), um homem que seu pai Onofre Corona (Moisés Manzano) a vendeu para que eles se casassem e pudessem ter uma vida melhor. O sonho de Gemma é estudar para poder ajudar seu pai e seus irmãos. Depois de seu pai e Cuauhtémoc são presos por corrupção de menores, e que Bárbara e Levita se reconciliarem após um acidente, Gemma começa a morar com sua tia e continua a estudar. Porém, Gemma descobre que está grávida, e agora terá que enfrentar muitos desafios na sua vida por conta dessa gravidez precoce.

## Elenco
- Claudia Álvarez - Ariadna López Hernández de Falcón
- David Zepeda - Álvaro Falcón Albarrán
- Daniela Romo - Bárbara Albarrán Vda. de Falcón
- Altair Jarabo - Olga Collado
- Juan Diego Covarrubias - Eduardo Falcón Albarrán
- Emmanuel Palomares - Gael Falcón Albarrán e Romeu Galhardo
- Julia Urbini - Dafne Falcón Miranda de Ibarra
- Valentina Buzzurro - Gema Corona Albarrán
- Alfredo Gatica - Gustavo Vargas
- Issabela Camil - Linda Brown de Falcón
- José Elías Moreno - Joaquim Falcón Ruiz
- Joshua Gutiérrez - Nestor Ibarra Bustos
- Christian de la Campa - Paulo Manrique
- Alejandra García - Romena Inzunza
- Raquel Morell - Dona Imelda Vda. de Cervantes
- Claudia Ríos - Evita Albarrán de Corona
- Lourdes Reyes - Josefina Miranda
- Patricia Martínez - Martha Bustos de Ibarra
- Francisco Avendaño - Eugênio Ibarra
- Iván Caraza - Humberto
- Bárbara Falconi - Cassandra Ríos
- Paco Luna - João José
- Mildred Feuchter - Ivette
- Gabriela Zas - Yolanda "Yola" Enríquez
- Jorge Alberto Bolaños - Silvestre Salmerón
- Moisés Manzano - Onofre Corona
- Tizoc Arroyo - Calixto Bojórquez
- Íker García - Tadeo Falcón López
- Mía Martínez - Clara Maria "Clarinha" Ibarra Falcón
- Eugenio Cobo - Padre Pedro
- Evangelina Martínez - Lucinha
- Leonardo Daniel - Lino Ferreira / Eliseo Moraes #1
- Marco Treviño - Lino Ferreira / Eliseo Moraes #2
- Pía Sanz - Estefânia Cervantes
- Mauricio García Muela - Guilherme Estévez
- Ricardo Baranda - Inocêncio
- Ricardo Baranda - Bruno
- Mariana Roes - Erika
- Andrés Vásquez - Dimitri "Dimi" Pacheco
- Axel Araiza -  Alfonso «Poncho» Martínez
- Elena Lizarraga - Elena
- Carlos Orozco Plascencia - Conrado
- Esperanza Morett - Dulcina
- Fernanda Ferruzca - Perla "Perlinha" Corona Albarrán
- Julio Durán - Antonio "Toño"
- Emmanuel Cano - Manolo
- Ilka Najera - Ximena
- Leslie Aguilar - Patricia "Paty"
- Barbara Singer - Rosario "Chayo"
- Renata Alejandra Aguilar - María
- Dandy Jiménez - Sandro
- Ariane Metcalf Pellicer - Guadalupe "Lupe" Galhardo
- Claudia Arce Lemaitre - Tamara
- Sergio Zaldívar - Montaño
- Alfredo Huereca - Martín
- Elizabeth Gudini - Giselle
- María del Carmen Félix - Graciela
- Paulina Goto - Marcela Durán Bracho
- Beatriz Moreno - Efigenia Cruz
- Carlos Bonavides - Padre Antero
- Beng Zeng - Marco Beltrán Arizpe "La Liendre"
- Ariane Pellicer - Guadalupe "Lupe" Galhardo
- Jonathan Becerra - El Yeison
- Anna Ciocchetti - Refugio
- Carlos Gatica - David
- Francisco Pizaña - Vidal

## Audiência

### No México
| Horário             | # Eps. | Estreia               | Estreia           | Final                   | Final           | Posição | Temporada | Classificação geral |
| Horário             | # Eps. | Data                  | Primeiro capítulo | Data                    | Último capítulo | Posição | Temporada | Classificação geral |
| ------------------- | ------ | --------------------- | ----------------- | ----------------------- | --------------- | ------- | --------- | ------------------- |
| Segunda—Sexta 20h30 | 93     | 12 de outubro de 2020 | 3.5               | 19 de fevereiro de 2021 | 4.0             | #1      | 2020      | 3.48                |

### No Brasil
| Horário             | # Eps. | Estreia              | Estreia           | Final                   | Final           | Posição | Temporada | Classificação geral |
| Horário             | # Eps. | Data                 | Primeiro capítulo | Data                    | Último capítulo | Posição | Temporada | Classificação geral |
| ------------------- | ------ | -------------------- | ----------------- | ----------------------- | --------------- | ------- | --------- | ------------------- |
| Segunda—Sexta 18h30 | 97     | 3 de outubro de 2022 | 5.1               | 15 de fevereiro de 2023 | 4.7             | #3      | 2022-23   | 4.67                |

Estreou com 5,1 pontos, segundo dados consolidados do Kantar Ibope Media, referentes a Região Metropolitana de São Paulo. Foram 0,4 pontos a menos que a estreia de A Desalmada e se tornando até então um dos piores índices de um primeiro capítulo da segunda faixa. O segundo capítulo registrou 5 pontos. O terceiro capítulo seguiu em queda e registrou apenas 4,8 pontos. Já o quarto registrou 4,6 pontos. Em 13 de outubro, registrou 5,2 pontos. No dia seguinte marcou 5,3 pontos. Em 18 de outubro, bateu seu recorde com 5,4 pontos. No dia 1 de novembro, registrou a sua pior média com 3,6 pontos, até então. Em 3 de novembro, bateu recorde com 5,6 pontos. Seu último capítulo registrou 4,7 pontos, sendo até então o menos assistido das novelas da tarde. Teve média geral de 4,67 pontos, apresentado um desempenho razoável.